# Zisterzienserinnenkloster Saint-Aignan
Das Zisterzienserinnenkloster Saint-Aignan war von 1641 bis 1791 ein Priorat der Zisterzienserinnen in Saint-Aignan, Département Loir-et-Cher, in Frankreich. Es ist nicht zu verwechseln mit dem Zisterzienserkloster Tironneau im Dorf Saint-Aignan (Département Sarthe).

## Geschichte
Zwei hohe Staatsbeamte (Nicolas Servien und Schwiegersohn Charles de Bauquemare) stifteten 1641 in Saint-Aignan am Fluss Cher das Nonnenkloster Notre-Dame des Anges. Die Zisterzienserinnen (auch: Bernhardinerinnen) betrieben ein Siechenheim und eine Schule. 1791 kam es zur Schließung durch die Französische Revolution. Ein Gebäude, das seit 2006 unter Denkmalschutz stand, wurde 2009 durch Brand zerstört. In Saint-Aignan erinnert eine Grundschule mit dem Namen „Les Bernardines“ an das einstige Kloster.